# Matsumuraeses
Matsumuraeses es un género de polillas de la familia Tortricidae.

## Especies
- Matsumuraeses acrocosma Diakonoff, 1971
- Matsumuraeses azukivora (Matsumura, 1910)
- Matsumuraeses capax Razowski & Yasuda, 1975
- Matsumuraeses elpisma Diakonoff, 1972
- Matsumuraeses falcana (Walsingham, 1900)
- Matsumuraeses felix Diakonoff, 1972
- Matsumuraeses medogensis Lv & Li, 2007
- Matsumuraeses melanaula (Meyrick, 1916)
- Matsumuraeses ochreocervina (Walsingham, 1900)
- Matsumuraeses patialaensis Rose & Pooni, 2003
- Matsumuraeses phaseoli (Matsumura, 1900)
- Matsumuraeses tetramorpha Diakonoff, 1972
- Matsumuraeses trophiodes (Meyrick, 1908)
- Matsumuraeses ussuriensis (Caradja, 1916)
- Matsumuraeses vicina Kuznetzov, 1973
- Matsumuraeses xantholoba Diakonoff, 1972